# Fritz Grüneisen
Fritz Grüneisen (ur. 18 grudnia 1906, zm. 14 lipca 1970 w Bazylei) – szwajcarski piłkarz występujący na pozycji bramkarza.

## Kariera klubowa
W trakcie swojej kariery reprezentował barwy zespołu FC Nordstern Basel.

## Kariera reprezentacyjna
W 1928 roku został powołany do drużyny na letnie igrzyska olimpijskie, nie zagrał jednak na nich w żadnym meczu.
W reprezentacji Szwajcarii zadebiutował 5 maja 1929 w przegranym 1:4 towarzyskim meczu z Czechosłowacją.
W latach 1929–1931 w drużynie narodowej rozegrał trzy spotkania.